# La Main du chaos
La Main du chaos (The Hand of Chaos) est le cinquième des sept tomes qui composent le cycle Les Portes de la mort. Il a été coécrit par les écrivains Margaret Weis et Tracy Hickman en 1993 et est sorti en France en 1995 aux éditions Pocket.
Il a été traduit de l'américain par Simone Hilling.

## Personnages
- Haplo
- Seigneur Xar
- Tourment
- Lambic le « Guègues »
- Secousse
- Hugh La-Main
- Sinistrad
- Iridal